# Коста Вале Имања
Коста Вале Имања (итал. Costa Valle Imagna) је насеље у Италији у округу Бергамо, региону Ломбардија.
Према процени из 2011. у насељу је живело 501 становника. Насеље се налази на надморској висини од 1018 м.

## Становништво
| 1936. | 1951. | 1961. | 1971. | 1981. | 1991. | 2001. | 2011. |
| ----- | ----- | ----- | ----- | ----- | ----- | ----- | ----- |
| 1.056 | 1.103 | 944   | 714   | 691   | 654   | 620   | 620   |